# Phare de Børøyholmen
Le phare de Børøyholmen (en norvégien : Børøyholmen fyr) est un feu côtier de la commune de Hitra, dans le comté et la région de Trøndelag (Norvège). Il est géré par l'administration côtière norvégienne (en norvégien : Kystverket). L'ancien phare a été remplacé par feu automatique en 1970.

## Histoire
Le phare original a été construit en 1874 sur le détroit de Trondheimsleia (en), entre l'île d'Hitra et les îles de Leksa. Il possédait une tour carrée de 8 m adossée à une maison de gardien. Il a été désactivé en 1970 et l'édifice a été démoli en 1973. Il a été remplacé par un phare automatique placée en rive. Il marque le passage entre des îles du détroit.

## Description
Le phare actuel  est une tourelle cylindrique en béton de 13 mètres de haut, avec une galerie et lanterne. La tour est peinte en blanc et le dôme de la lanterne est rouge. Son feu à occultations  émet, à une hauteur focale de 13 mètres, un éclat blanc, rouge et vert selon différents secteurs toutes les 6 secondes. Sa portée nominale est de 10 milles nautiques (environ 19 km) pour le feu blanc, 8 pour le feu rouge et 7 pour le feu vert.
Identifiant : ARLHS : NOR-065 ; NF-4094 - Amirauté : L1184 - NGA : 7096 .

### Lien connexe
- Liste des phares de Norvège